# Etiket

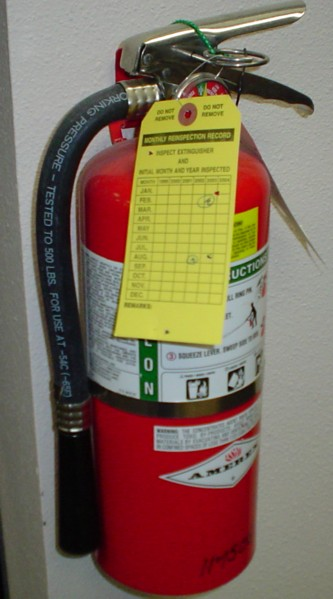
Brandblusser beplakt met etiketten en omhangen met een label

Een etiket of label geeft een omschrijving van een product of object. De duiding kan een beschrijving, prijsaanduiding, of bestemming zijn van een object of de inhoud. Een etiket plakt op een verpakking of product, een label hangt aan een verpakking of product. Doorgaans is een etiket gemaakt van papier of kunststof, zoals bijvoorbeeld:
Adresetiket
Een adressticker is om de bestemming (en soms afzender) te vermelden, om vervolgens te plakken op een adresdrager (zoals een enveloppe, doos of ander te transporteren goed).
Zelfklevend papier of kunststof
Een etiket of label kan worden bevestigd aan (de verpakking van een) product, om het product nader te duiden (onderscheidend vermogen meegeven en/of te beschrijven).
Steeketiket
Etiket om een gewas te duiden wordt naast een plant in de grond gestoken.
Etiket voor certificering van zaaizaad en pootgoed
Deze wordt aan de zak met zaad of de plant vastgemaakt, bijvoorbeeld een NAK-label.

## Geschiedenis
Het eerste zelfklevende etiket werd door de Amerikaan R. Stanton Avery gemaakt in 1935. Later ontwikkelde hij ook als eerste de etiketten met een kunststofcoating.
Oorspronkelijk werden etiketten van hout of papier gemaakt. Nu zijn er ook etiketten van kunststof zoals PE, PP, pet of PS. Etiketten worden om milieuredenen in steeds mindere mate van pvc gemaakt.
Vroeger werden de artikelen in de supermarkt van een klein prijsetiket voorzien. Tegenwoordig zit op de meeste verpakkingen van medicijnen uit de apotheek een etiket met bijvoorbeeld informatie over het medicijn. Veel producten en verpakkingen worden voorzien van etiketten. Marktsegmenten zijn onder meer farmacie, cosmetica, voedsel, de computer- en auto-industrie en schoonmaakmiddelen.

## Functie

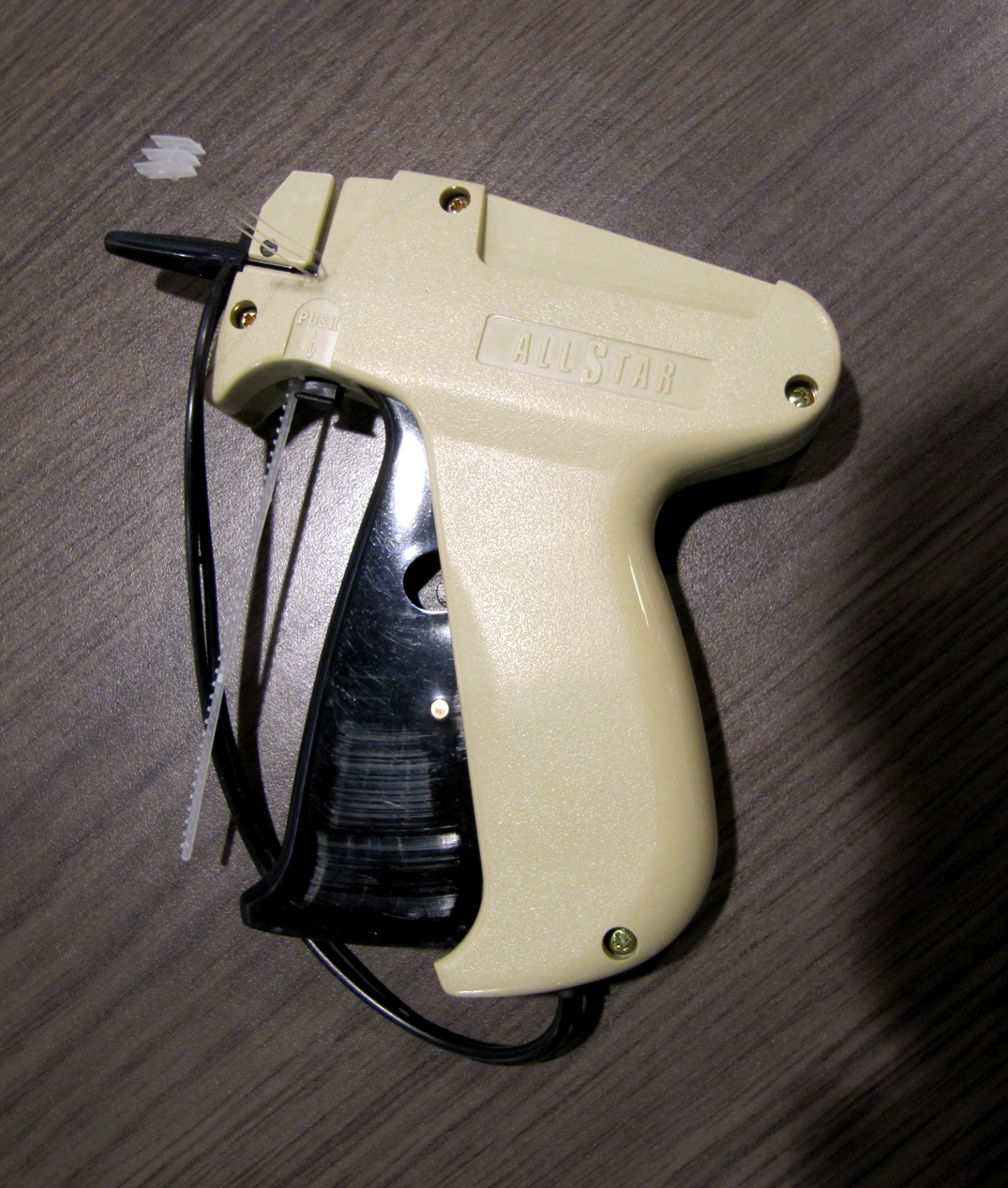
Etiketteerpistool 'Allstar' standaard-model

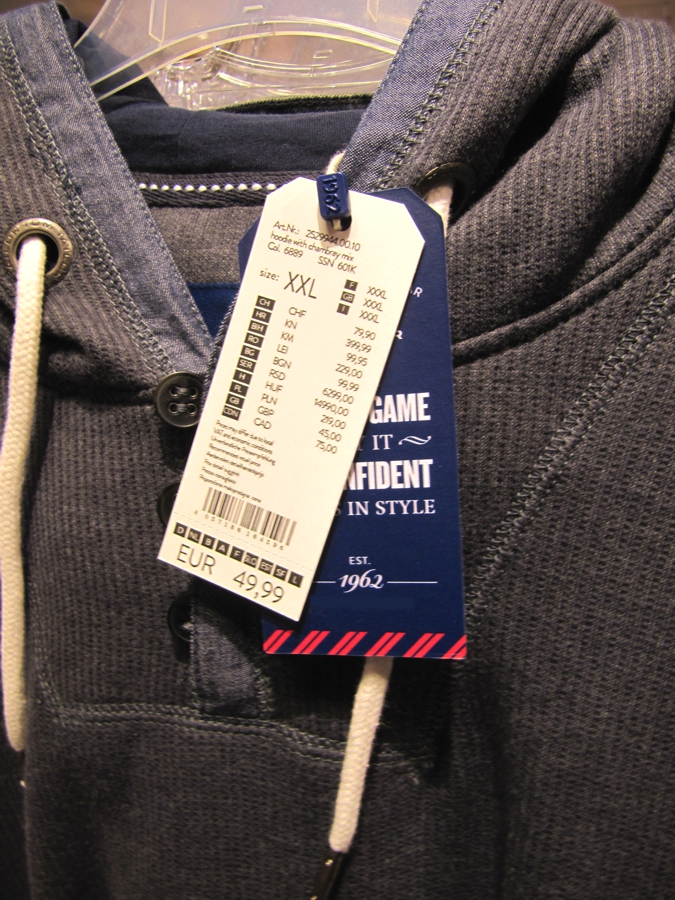
Prijs- en merklabel aan een sweater

Het etiket kan informatie over een product weergeven, zoals over de verkoopprijs, adresgegevens, houdbaarheidsdatum, gebruiksaanwijzing, veiligheidsvoorschriften, transportvoorschriften, en behandel- of wasvoorschriften. Bij merkartikelen kan een etiket ook een reclamedrager zijn met informatie over het artikel of merk.
Een speciaal label is de tag, een beveiligingslabel tegen diefstal, zoals dat vaak wordt toegepast op elektronische artikelen en kledingartikelen.

## Steeketiket
Een steeketiket kan gemaakt zijn van kunststof of hout. Dit etiket wordt gebruikt voor het etiketteren van onder andere potplanten en vaste planten.

## Voedingsmiddelindustrie
In de voedingsmiddelenindustrie worden etiketten gebruikt om het product nader te duiden: om de herkomst en de ingrediënten te vermelden op het product. Wat er op moet staan is voor EU-landen vastgelegd in de Europese wet Voedselinformatie en voor Nederland ook in de Warenwet.
De vormgeving van een product is een belangrijk onderdeel binnen de marketing, voor de positionering van het product in de markt. Dit betreft ook de vormgeving van het etiket, zeker waar het product (goeddeels) door de verpakking aan het oog wordt onttrokken. De aandacht van de klant trekken is de eerste stap in het AIDA-model (1. Attention, 2. Interest, 3. Desire, 4. Action).
Etiketten kunnen een productverpakking aantrekkelijker maken - een onderscheidend vermogen is dan van belang - en duiding geven aan het product met een vermelding van merknaam en/of logo. Een ingrediëntenlijst kan ook zonder plak-etiket worden afgedrukt op een verpakking.
Een descriptief etiket bevat een (verplichte) ingrediëntenlijst met eventuele E-nummers, een eventuele verdere bereidingswijze voor de consument en een tenminste-houdbaar-tot-datum (tht). Ook komt hierop soms een aankoopargument voor dat appel doet op een emotionele overweging van de consument. Deze kan dan een verhaaltje lezen over de authenticiteit of de streek waar het product oorspronkelijk vandaan komt, of een (kinder)puzzel maken.
Fraai vormgegeven (bier)flesetiketten (los te weken met water) zijn wel verzamelobjecten.

## Kledingindustrie

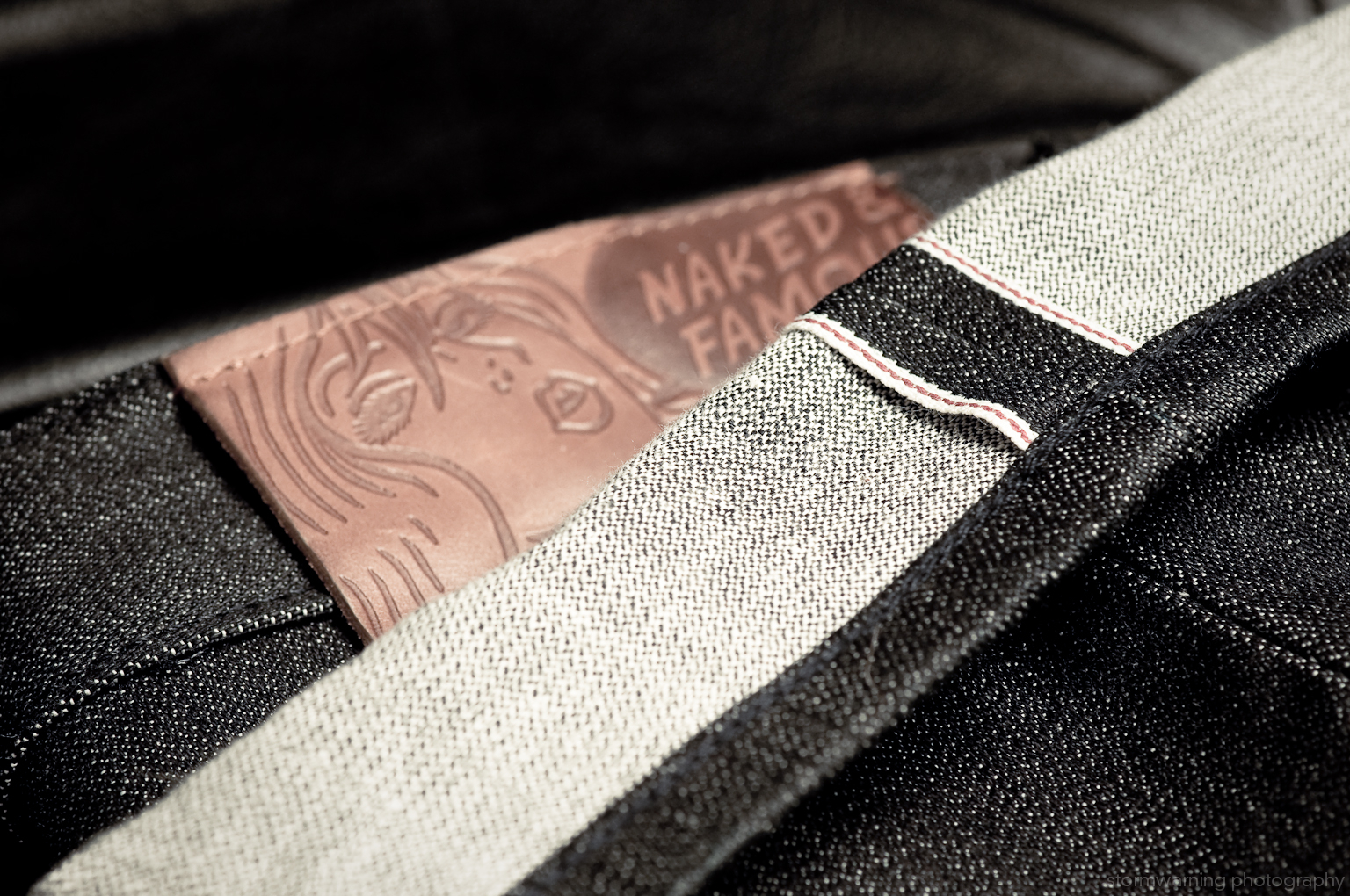
Leren labeltje op de achterzijde van een spijkerbroek

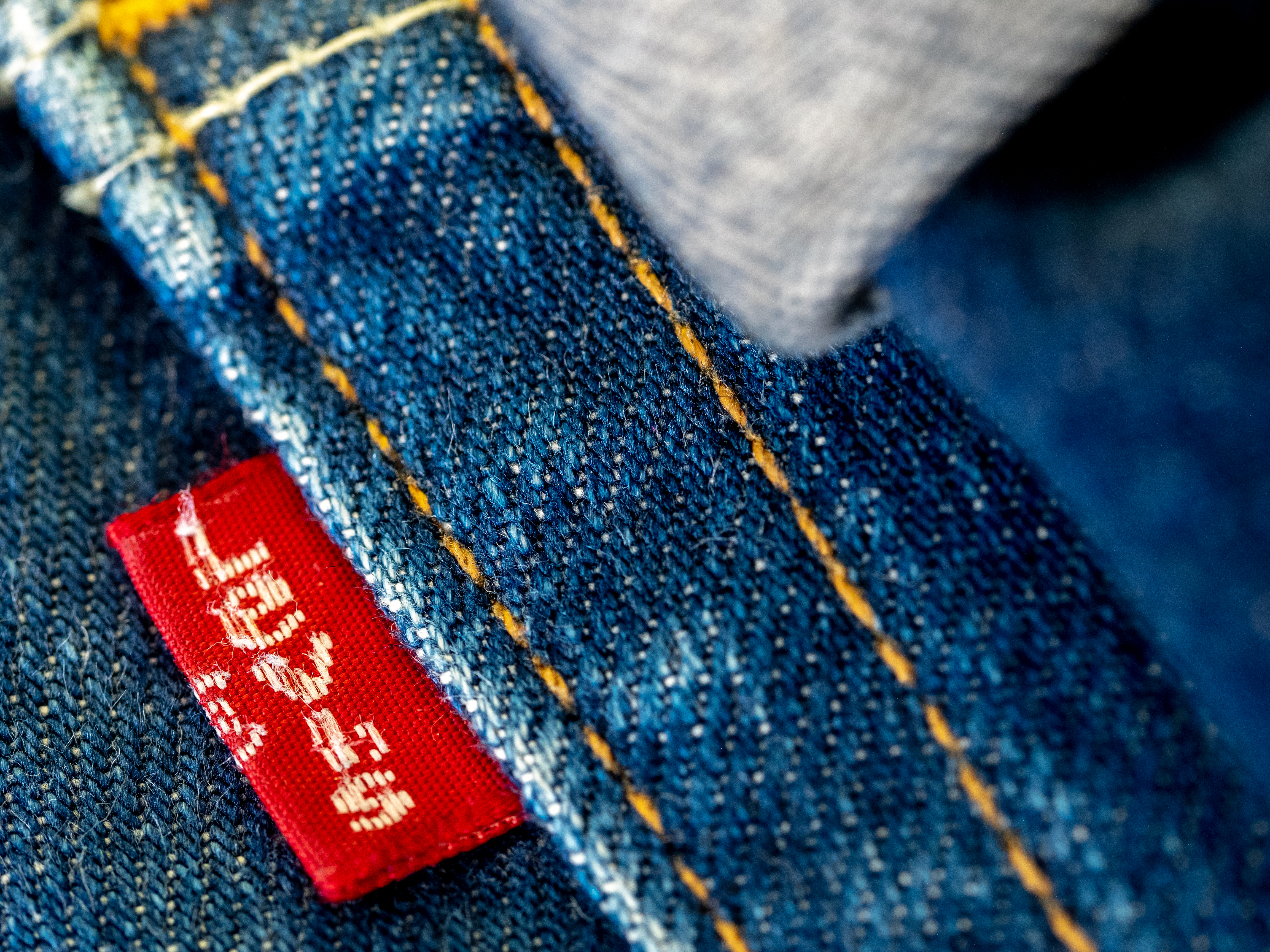
Labeltje met de merknaam van de spijkerbroek

Kleding wordt voorzien van verschillende labels. Om het product te prijzen, te voorzien van wasvoorschriften, en om te voorzien van het merk. Spijkerbroeken kennen aan de achterzijde leren labels waar de riem doorheen steekt.

## Bedrukken en verwerken

### Bedrukken
Etiketten bij onder andere potplanten worden bedrukt met een foto en voorzien van informatie over de behandeling.
Etiketten kunnen worden voorzien van een adresaanduiding, middels bijvoorbeeld een spreadsheetprogramma of een online-tool van een verzendbedrijf, om vervolgens te plakken op een poststuk. Ook zijn er speciale etiketprinters op de markt die per adres een etiket printen.

### Aanbrengen van labels/etiketten
Het aanbrengen van labels of etiketten is een aparte bedrijfstak en wordt met name gedaan in de verpakkingsindustrie.